# 製圖衛星

極軌衛星運載火箭

製圖衛星（英語：Cartography Satellite，Cartosat）是一系列由印度空间研究组织負責開發的印度地球观测卫星（又稱遙感、間諜衛星）。該系列衛星是屬於旨在管理和監測地球資源的印度遙感衛星計劃（IRS）的一部份。

## 歷史
印度的航天部（DOS）早在1978年便已經推出了一系列地球資源管理和監測衛星的計劃，而這些計劃的衛星也是非常成功。
雖然發展遙感衛星的初衷主要是用於觀察地球、氣候等目的，但印度曾多次將其置於軍事用途，更曾用於協助外國軍隊作戰，同時遙感衛星的出現也使其不可避免地用於監察與巴基斯坦有主權爭議的克什米尔地區，令印度軍隊能夠輕易掌握爭議地區的情況。
2001年，在阿富汗戰爭期間，印度透過由印度遙感衛星計劃（IRS）誕生的技術試驗衛星（TES）幫助美軍在阿富汗的地面作戰行動，及時傳送坎大哈與喀布尔的詳細地形圖片，其中美軍在阿富汗的一舉一動也被該衛星清楚拍下。
2003年伊拉克战争前夕，印度軍方監察位處伊拉克的軍事行動，包括軍隊的移動方向、軍用車輪等都被清楚拍攝，這些圖像後來都被傳送至印度國防情報局（DIA）轄下的國防圖像與分析中心（Defence Image Processing and Analysis Centre，DIPAC）處理。此後，印度便成為美軍在中東地區作戰的伙伴，以便共享情報。
在這些成功的基礎下，2005年5月5日，首枚製圖衛星—製圖衛星-1（Cartosat-1）由極軌衛星運載火箭搭載發射升空，其後在2007年1月10日發射的製圖衛星-2（Cartosat-2）更突破了0.8米的全色分辨率難關，使印度開始接近美國、以色列、法國、日本等先進國家水平之列，成為印度科技發展史上為數不多的亮點之一。

## 衛星

### 製圖衛星-1
主條目：製圖衛星-1

製圖衛星-1（Cartosat-1）是2005年5月5日推出的製圖系列第一枚衛星，搭載兩台分辨率達到2.5米的全色相機，設計壽命約5年，重約1,560公斤（3,439磅）。

### 製圖衛星-2
主條目：製圖衛星-2

製圖衛星-2（Cartosat-2）是在2007年1月10日發射的新一代遙感衛星，設計上與上一代製圖衛星-1相比有著很大改善，其分辨率小於1米，搭載一台全色相機，相機覆蓋幅度達到9.6公里。

### 製圖衛星-2A
主條目：製圖衛星-2A

製圖衛星-2A（Cartosat-2A）是在2008年4月28日發射的製圖衛星-2改善版本，該枚衛星在發射時是與另外九枚衛星一起搭載升空。與製圖衛星-2一樣，其分辨料一樣小於1米，搭載一台全色相機。

### 製圖衛星-2B
主條目：製圖衛星-2B

製圖衛星-2B（Cartosat-2B）是由極軌衛星運載火箭於2010年7月12日發射升空的進一步改善版本，一樣搭載一台全色相機，重約694公斤（1,530磅）。此次發射的衛星是印度第十枚的遙感衛星，意味著印度的遙感衛星技術已經逐漸成熟。

### 製圖衛星-2C
主條目：製圖衛星-2C

製圖衛星-2C（Cartosat-2C）是目前印度最新的製圖衛星-2系列繪圖衛星，由極軌衛星運載火箭於2016年6月22日發射升空。製圖衛星-2C分辨率達到0.6米，比起前幾代版本，製圖衛星-2C有著很大程度的提升。

### 製圖衛星-3
主條目：製圖衛星-3

製圖衛星-3（Cartosat-3）是目前印度空间研究组织正在研發的新一代遙感衛星，估計其擁有率0.25米的全色分辨率。2019年11月27日衛星成功發射，此意味著印度已經成功打入全球最先進遙感衛星的國家之列。

## 腳注
1. ↑  不論中文媒體抑或英文媒體一般都稱其為"Cartosat"，全寫為"Cartography and Satellite"，而簡寫則取自Cartography的"cart"和Satellite的"sat"。
2. ↑  中文又稱為繪圖衛星。
3. ↑  在早期亦稱為"印度遙感-P5"（Indian Remote Sensing P5，IRS-P5）衛星。
4. ↑  實際上根據多種媒體說法，製圖衛星-2的分辨率約為0.8米。